# コビー・ミラー
コビー・ミラー（Coby Miller、1976年10月19日 ‐ ）は、アメリカ合衆国・アッカーマン出身の元陸上競技選手。専門は短距離走。100mで9秒98、200mで19秒96の自己ベストを持つ。2004年アテネオリンピック男子4×100mリレーの銀メダリストである。

## 経歴

### 1999年
3月の全米学生室内選手権（NCAA室内選手権）男子200mを20秒68で制すると、6月の全米学生選手権男子200mでは20秒04（+1.4）で2位に入った。7月にはユニバーシアードに出場し、男子200mを20秒32（-1.0）、3走を務めた男子4×100mリレーを38秒55で制して2冠を達成した。

### 2000年
6月の全米学生選手権（NCAA選手権）男子100m準決勝で初の9秒台となる9秒98（+0.4）マークしたが、決勝はタイムを落とし10秒14の2位。男子200mも昨年に続き20秒12の2位で優勝を逃した。7月には全米選手権（オリンピックトライアル）男子200mで初の19秒台となる19秒96（-0.3）をマークし、3位に入ってシドニーオリンピック男子200mのアメリカ代表の座を掴んだ。シドニーオリンピックの男子200mでは初出場ながらファイナリストとなり、20秒35（-0.6）の7位に入った。

### 2001年
3月の全米室内選手権男子200mを大会記録となる20秒31で制したが、ゴール直後に他の選手と接触し左足の腓骨を負傷。その結果、メダル候補だったリスボン世界室内選手権はおろか残りの屋外シーズンも棒に振ることとなった。

### 2002年
シーズン序盤に室内のレースをいくつか走るも、ハムストリングスに問題を抱えていたため全米室内選手権などには出場できなかった。その後、屋外のシーズンで復帰すると、5月18日には100mで9秒98（+1.4）の自己ベストタイをマーク。6月には全米選手権男子100m決勝で10秒13（+2.4）をマークして4位に入った。

### 2004年
7月の全米選手権（オリンピックトライアル）男子100m決勝で9秒99（0.0）をマークして4位に入り、アテネオリンピック男子4×100mリレーのアメリカ代表の座を掴んだ。しかし、4年前の大会で3位になった男子200mは予選で敗退した。8月のアテネオリンピック男子4×100mリレーでは予選と決勝においてアメリカ合衆国チームの3走を務めた。ショーン・クロフォード、ジャスティン・ガトリン、ミラー、モーリス・グリーンのオーダーで臨んだ決勝は、イギリス（38秒07）と0秒01差の2位で惜しくも金メダルは逃したが、銀メダル獲得に貢献した。

## 自己ベスト
記録欄の（　）内の数字は風速（m/s）で、+は追い風、-は向かい風を意味する。
| 種目 | 記録                      | 年月日                     | 場所                  | 備考               |
| 屋外 | 屋外                      | 屋外                       | 屋外                  | 屋外               |
| ---- | ------------------------- | -------------------------- | --------------------- | ------------------ |
| 100m | 9秒98 (+0.4) 9秒98 (+1.4) | 2000年6月2日 2002年5月18日 | ダーラム ポートランド |                    |
| 100m | 9秒88w (+4.5)             | 2000年4月1日               | オーバーン            | 追い風参考記録     |
| 200m | 19秒96 (-0.3)             | 2000年7月23日              | サクラメント          |                    |
| 室内 |                           |                            |                       |                    |
| 50m  | 5秒67                     | 2003年2月23日              | リエヴァン            |                    |
| 55m  | 6秒11                     | 1999年1月22日              | ゲインズビル          |                    |
| 60m  | 6秒49                     | 2003年2月9日               | ヘント                |                    |
| 200m | 20秒31                    | 2001年3月3日               | アトランタ            | 全米室内選手権記録 |

## 主要大会成績
| 年   | 大会                      | 場所                 | 種目    | 結果   | 記録          | 備考 |
| ---- | ------------------------- | -------------------- | ------- | ------ | ------------- | ---- |
| 1999 | ユニバーシアード (en)     | パルマ・デ・マヨルカ | 200m    | 優勝   | 20秒32 (-1.0) |      |
| 1999 | ユニバーシアード (en)     | パルマ・デ・マヨルカ | 4x100mR | 優勝   | 38秒55 (3走)  |      |
| 2000 | オリンピック              | シドニー             | 200m    | 7位    | 20秒35 (-0.6) |      |
| 2000 | グランプリファイナル (en) | ドーハ               | 100m    | 4位    | 10秒52 (+0.5) |      |
| 2002 | グランプリファイナル (en) | パリ                 | 100m    | 6位    | 10秒21 (+2.0) |      |
| 2002 | ワールドカップ (en)       | マドリード           | 4x100mR | 優勝   | 37秒95 (4走)  |      |
| 2004 | 世界室内選手権            | ブダペスト           | 200m    | 準決勝 | 21秒95        |      |
| 2004 | オリンピック              | アテネ               | 4x100mR | 2位    | 38秒08 (3走)  |      |